# Mexoleon papago
Mexoleon papago is een insect uit de familie van de mierenleeuwen (Myrmeleontidae), die tot de orde netvleugeligen (Neuroptera) behoort. 
Mexoleon papago is voor het eerst wetenschappelijk beschreven door Currie in 1899.